# HD 119834
M Centauri
Ne doit pas être confondu avec m Centauri (= HD 116243).
Désignations
M Centauri (en abrégé M Cen), également désignée HD 119834 ou HR 5172, est une étoile binaire de la constellation australe du Centaure. Elle est visible à l'œil nu avec une magnitude apparente combinée de 4,65 et elle est localisée à seulement 4 minutes d'arc du centre de l'amas globulaire NGC 5286. D'après la mesure de sa parallaxe annuelle par le satellite Hipparcos, le système est distant d'environ ∼ 260 a.l. (∼ 79,7 pc) de la Terre. Il se rapproche du Système solaire à une vitesse radiale de −6 km/s.
M Centauri est une binaire spectroscopique, ce qui signifie qu'elle possède un compagnon qui est détecté dans le spectre de l'étoile primaire. Les données astrométriques du satellite Hipparcos ont permis d'affiner son orbite. Elle a une période relativement longue de 437 jours, un demi-grand axe de 6,45 millisecondes d'arc et une excentricité de 0,13.
L'étoile primaire est une géante jaune ou orange de type spectral G8/K0III. Elle est 96 fois plus lumineuse que le Soleil et sa température de surface est de 5 070 K.